# Джамп-Рівер (переписна місцевість, Вісконсин)
Джамп-Рівер (англ. Jump River) — переписна місцевість (CDP) в США, в окрузі Тейлор штату Вісконсин. Населення — 53 особи (2020).

## Географія
Джамп-Рівер розташований за координатами 45°21′20″ пн. ш. 90°47′47″ зх. д. / 45.35556° пн. ш. 90.79639° зх. д. (45.355532, -90.796445).  За даними Бюро перепису населення США в 2010 році переписна місцевість мала площу 0,96 км², уся площа — суходіл.

## Демографія
Згідно з переписом 2010 року, у переписній місцевості мешкали 52 особи в 28 домогосподарствах у складі 15 родин. Густота населення становила 54 особи/км².  Було 43 помешкання (45/км²).
Расовий склад населення:
| - 100,0 % — білих |

До двох чи більше рас належало 0,0 %. Частка іспаномовних становила 3,8 % від усіх жителів.
За віковим діапазоном населення розподілялося таким чином: 5,8 % — особи молодші 18 років, 53,8 % — особи у віці 18—64 років, 40,4 % — особи у віці 65 років та старші. Медіана віку мешканця становила 60,5 року. На 100 осіб жіночої статі у переписній місцевості припадало 85,7 чоловіків;  на 100 жінок у віці від 18 років та старших — 96,0 чоловіків також старших 18 років.
Середній дохід на одне домашнє господарство  становив 32 296 доларів США (медіана — 18 750), а середній дохід на одну сім'ю — 46 780 доларів (медіана — 46 250). За межею бідності перебувало 20,5 % осіб, у тому числі 77,8 % дітей у віці до 18 років та 0,0 % осіб у віці 65 років та старших.
Цивільне працевлаштоване населення становило 10 осіб. Основні галузі зайнятості: транспорт — 30,0 %, роздрібна торгівля — 20,0 %, освіта, охорона здоров'я та соціальна допомога — 20,0 %.